# Giannina Rufinelli
Giannina Ruffinelli Rojas es una modelo y reina de belleza paraguaya que ganó el título de Miss Paraguay en 2008 y representó a su país en el certamen Miss Universo 2008 realizado en el Diamond Bay Resort, Nha Trang, Vietnam el 14 de julio de 2008.

## Miss Paraguay 2008
Ruffinelli, de 1,72 metros de estatura y que fue elegida de entre dieciocho candidatas, reemplazó a María José Maldonado, precisaron fuentes de Producciones Gloria, uno de los organizadores del evento.